# Pre-Sesklocultuur
De Pre-Sesklocultuur was een archeologische cultuur van het vroege neolithicum  in Griekenland. In Achillio (bij Farsala)  en Nea Makri werden deels in de grond uitgegraven woningen met een palenconstructie en gemeenschappelijke vuurplaatsen geïdentificeerd.
Begrafenissen vonden plaats als hurkgraven, en voor het eerst in Griekenland ook als crematiegraven. In Prodromos waren er secundaire begrafenissen.
De cultuur ontwikkelde slibgoed-aardewerk versierd met schelpafdrukken.